# Comuna de Sobków
Sobków (polaco: Gmina Sobków) é uma gminy (comuna) na Polónia, na voivodia de Santa Cruz e no condado de Jędrzejowski. A sede do condado é a cidade de Sobków.
De acordo com os censos de 2004, a comuna tem 8243 habitantes, com uma densidade 56,7 hab/km².

## Área
Estende-se por uma área de 145,5 km², incluindo:
- área agrícola: 70%
- área florestal: 21%

## Demografia
Dados de 30 de Junho 2004:
|                      | Total   | Total | Mulheres | Mulheres | Homens  | Homens |
| -------------------- | ------- | ----- | -------- | -------- | ------- | ------ |
|                      | pessoas | %     | pessoas  | %        | pessoas | %      |
| População            | 8243    | 100   | 4089     | 49,6     | 4154    | 50,4   |
| Densidade (pop./km²) | 56,7    | 100   | 28,1     | 28,1     | 28,5    | 28,5   |

De acordo com dados de 2005, o rendimento médio per capita ascendia a 1856,34 zł.

## Comunas vizinhas
- Chęciny, Imielno, Jędrzejów, Kije, Małogoszcz, Morawica